# Typhaeus fossor
Typhaeus fossor là một loài bọ cánh cứng trong họ Geotrupidae. Loài này được Waltl miêu tả khoa học năm 1838.